# I liga argentyńska w piłce nożnej (1900)
Mistrzem Argentyny w roku 1900 został klub English High School AC, a wicemistrzem Argentyny klub Lomas Athletic Buenos Aires.
Z ligi nikt nie spadł i nikt nie awansował.
Mistrz Argentyny English High School AC zmienił nazwę i od następnego sezonu grał pod nową nazwą Alumni.

## Primera División

### Mecze chronologicznie
| Data             | Mecz |
| ---------------- | --- |
| 20 maja 1900     | English High School AC – Lomas Athletic Buenos Aires 1:1                                                         |
| 25 maja 1900     | Lomas Athletic Buenos Aires – Belgrano AC 2:0                                                                    |
| 14 czerwca 1900  | Belgrano AC – Lomas Athletic Buenos Aires 2:0                                                                    |
| 14 czerwca 1900  | Quilmes Athletic Buenos Aires – English High School AC 0:4                                                       |
| 17 czerwca 1900  | Quilmes Athletic Buenos Aires – Lomas Athletic Buenos Aires 4:1                                                  |
| 29 czerwca 1900  | Quilmes Athletic Buenos Aires – Belgrano AC 2:4                                                                  |
| 9 lipca 1900     | Lomas Athletic Buenos Aires – English High School AC 1:2                                                         |
| 22 lipca 1900    | Belgrano AC – English High School AC 1:3                                                                         |
| 15 sierpnia 1900 | English High School AC – Quilmes Athletic Buenos Aires 5:0 S. Leonard (2), H. Jordan, W.A. Jordan, Juan J. Moore |
| 30 sierpnia 1900 | Belgrano AC – Quilmes Athletic Buenos Aires 1:3                                                                  |
| 8 września 1900  | English High School AC – Belgrano AC 3:0                                                                         |
| 9 września 1900  | Lomas Athletic Buenos Aires – Quilmes Athletic Buenos Aires 4:0                                                  |

### Końcowa tabela sezonu 1900
| Poz | Klub                          | Mecze | Zw | Rem | Por | Pkt | BrZd | BrStr |
| --- | ----------------------------- | ----- | -- | --- | --- | --- | ---- | ----- |
| 1   | English High School AC        | 6     | 5  | 1   | 0   | 11  | 18   | 3     |
| 2   | Lomas Athletic Buenos Aires   | 6     | 2  | 1   | 3   | 5   | 11   | 9     |
| 3   | Belgrano AC                   | 6     | 2  | 0   | 4   | 4   | 8    | 13    |
| 4   | Quilmes Athletic Buenos Aires | 6     | 2  | 0   | 4   | 4   | 9    | 21    |